# John Perry (ingénieur)
Pour les articles homonymes, voir John Perry.
John Perry, né le 14 février 1850 à Garvagh (en) en Irlande du Nord et décédé à l'âge de 70 ans le 4 août 1920, est un ingénieur et mathématicien britannique qui fut conseiller étranger au Japon pendant l'ère Meiji.

## Biographie
Second fils de Samuel Perry et de sa femme écossaise, Perry fut l'assistant de Lord Kelvin à l'université de Glasgow et devint plus tard professeur de génie mécanique à l'école technique de Finsbury. Au Japon, il fut collègue avec William Edward Ayrton et John Milne à l'école impériale d'ingénieur de 1875 à 1879, et il fut aussi membre de la Royal Society de Londres. En 1900, il fut élu président de l'Institution of Electrical Engineers ("institution des ingénieurs électriques") et fut aussi celui de la Physical Society of London de 1906 à 1908.
En 1895, Perry publia des articles dans lesquels il déclarait remettre en question l'hypothèse de Kelvin sur la faible conductivité thermique à l'intérieur de la Terre : il contesta l'estimation de Kelvin qui estimait la Terre âgée de 20–400 millions d'années, les gradients thermiques observés étant compatibles avec plusieurs milliards d'années. Mais cela eut peu d'impact dans la communauté scientifique jusqu'à la découverte en 1903 que la radioactivité dégageait de la chaleur et le développement quelques années plus tard de la datation radiométrique des roches qui démontrait que la Terre était plus âgée que ce que l'on ne pensait, exactement comme Perry le déclarait. Le raisonnement de Perry était que l'intérieur de la Terre était fluide, ou alors juste en partie, ce qui aurait pour conséquence de transférer la chaleur beaucoup plus vite qu'avec la conductivité de Kelvin.
Kelvin rejeta cette hypothèse car il n'y avait aucun signe d'une déformation de la croûte terrestre. En réponse, Perry fit référence à la démonstration préféré de Kelvin celle de la lente déformation de la cire du cordonnier pour illustrer les supposées qualités de la supposée existante éther luminifère que l'on pensait nécessaire pour que la lumière se transmette à travers l'espace. Perry écrivit que "la base de votre calcul est votre hypothèse selon laquelle une Terre solide ne peut pas se déformer... même dans 1 000 millions d'années, sous l'action de forces tentant constamment de la déformer, et pourtant dans les mines, nous voyons la fermeture progressive de couloirs abandonnés, et nous savons que des changements de la Terre comme avec les fissures sont toujours en cours sous l'effet de forces à long terme. Je sais bien que la roche solide n'est pas comme la cire du cordonnier mais 10 années c'est long et les forces sont grandes".
Le refus de la communauté scientifique de l'existence d'un fluide à l'intérieur de la Terre freinait les découvertes de la géologie jusqu'à ce que l'idée soit reprise par les tenants de la dérive des continents, et jusque dans les années 1960, les modèles géophysiques considéraient encore que l'intérieur de la Terre était solide.

## Sources
- (en) Cet article est partiellement ou en totalité issu de l’article de Wikipédia en anglais intitulé « John Perry (engineer) » (voir la liste des auteurs).